# Třída Cassiopea
Třída Cassiopea je třída oceánských hlídkových lodí italského námořnictva. Hlavním úkolem plavidel je hlídkování, kontrola rybolovu, sledování znečištění a záchranná činnost. V roce 2025 byly všechny čtyři postavené jednotky stále v aktivní službě. V dubnu 2025 bylo plavidlo Libra předáno Albánii.

## Stavba
Italský loďařský koncern Fincantieri ve své loděnici v Muggianu ve městě La Spezia postavil čtyři jednotky, které byly do služby přijaty v letech 1989–1992.
Jednotky třídy Cassiopea:
| Jméno             | Založení kýlu     | Spuštěna na vodu  | Uvedena do služby | Poznámka                                     |
| ----------------- | ----------------- | ----------------- | ----------------- | -------------------------------------------- |
| Cassiopea (P 401) | 16. prosince 1987 | 20. července 1988 | 21. října 1989    | aktivní                                      |
| Libra (P 402)     | 17. prosince 1987 | 27. července 1988 | 23. března 1991   | V dubnu 2025 předáno albánskému námořnictvu. |
| Spica (P 403)     | 5. září 1988      | 27. května 1989   | 23. března 1991   | aktivní                                      |
| Vega (P 404)      | 20. června 1989   | 23. února 1990    | 8. května 1992    | aktivní                                      |

## Konstrukce

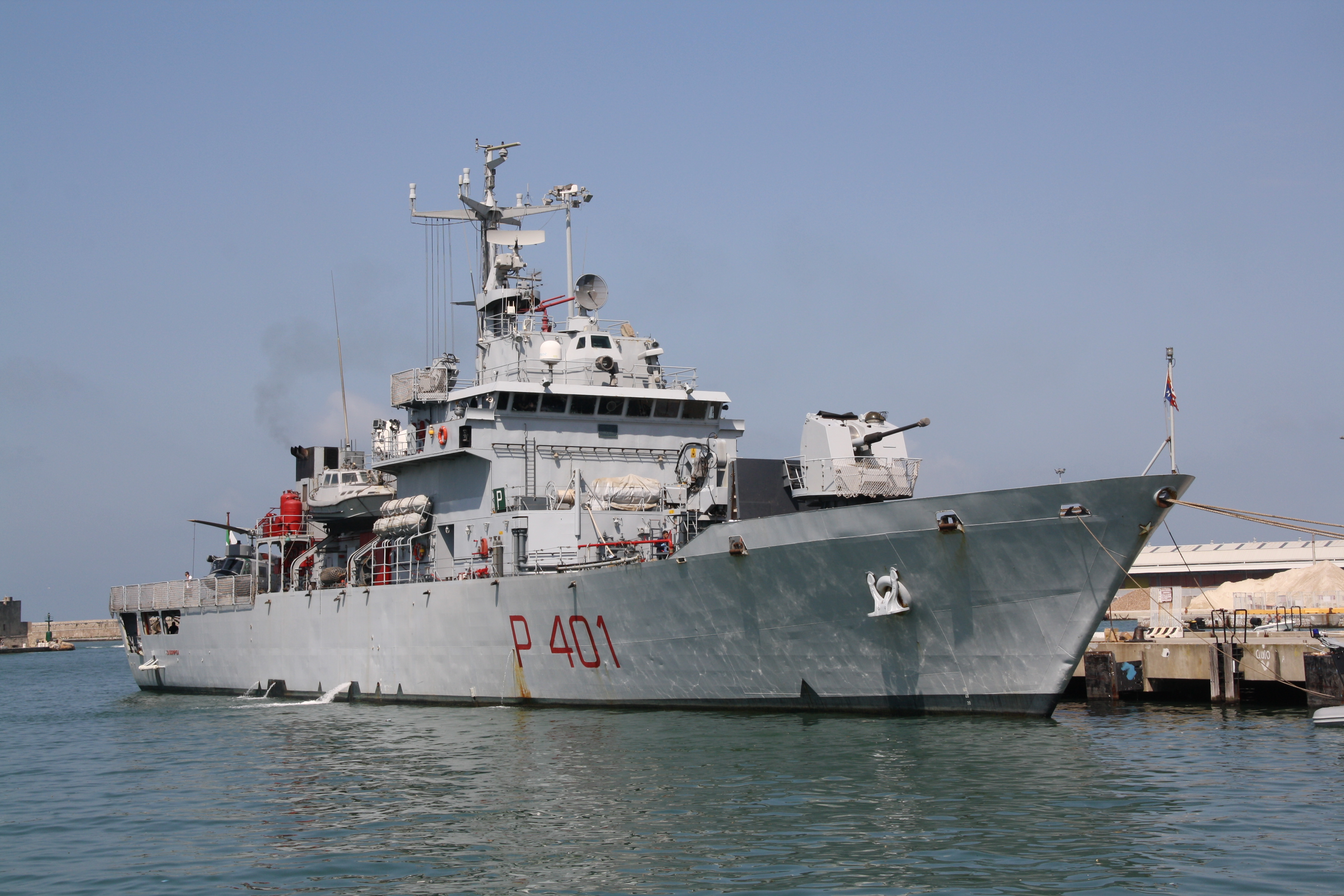
Cassiopea (P 401)

Plavidla nesou navigační radar SPN-748, vyhledávací radar SPS-702 a střelecký radar SPG-70. Hlavní výzbrojí je jeden 76mm kanón OTO Melara Super Compact v příďové dělové věži, který doplňují dva 20mm kanóny Oerlikon. Na zádi je přistávací plocha pro jeden střední vrtulník typu AB212. Pohonný systém tvoří dva diesely GMT BL-230.16M o výkonu 8800 hp, pohánějící dva lodní šrouby. Nejvyšší rychlost lodí je 21 uzlů.

## Zahraniční uživatelé
V dubnu 2025 albánské námořnitvo převzalo hlídkovou loď Libra. Předání proběhlo v přístavu Durrës, kam plavidlo Libra doprovodila italská cvičná loď Amerigo Vespucci. Stalo se tak v rámci dvoustranné námořní spolupráce s Itálií, jejíž součástí má být rovněž strategická spolupráce italské loďařské koncerny Fincantieri a albánské obranné firmy KAYO.